# Blackbolbus lunatus
Blackbolbus lunatus är en skalbaggsart som beskrevs av Henry Fuller Howden 1985. Blackbolbus lunatus ingår i släktet Blackbolbus och familjen Bolboceratidae. Inga underarter finns listade.